# Championnat de France féminin de football 1984-1985
Navigation
Édition précédente Édition suivante
La Division 1 1984-1985  est la 11e édition du championnat de France féminin de football. Les premiers niveaux nationaux du championnat féminin ont un format particulier lors de cette saison, en effet, lors d'une première phase, l'ensemble des équipes de première et deuxième division s'affrontent lors d'une phase commune opposant quarante-huit clubs répartis dans huit groupes de six équipes, en une série de douze rencontres jouées durant la première partie de la saison de football. Les trois meilleures équipes de chaque groupe sont alors qualifiées pour participer à la Division 1 et les trois derniers participent à la Division 2.
Dans un deuxième temps, les équipes participantes au championnat de première division sont réparties en quatre groupes de six équipes qui s'affrontent à deux reprises durant la deuxième moitié de la saison. Les meilleures équipes de chaque groupe se qualifient ensuite pour les demi-finales, avant que les deux meilleures équipes ne s'affrontent lors de la finale du championnat à la fin de la saison.
Lors de l'exercice précédent, l'ASPTT Strasbourg, l'AC Gy, l'UA Valettoise, le PF Cavaillon, le Limoges LF, l'UC Bricquebec, l'AC Abbeville, le FC Riom et le FC Sens, ont gagné le droit de participer au tournoi préliminaire après avoir remporté leurs compétitions régionales respectives.
À l'issue de la saison, le VGA Saint-Maur décroche le deuxième titre de champion de France de son histoire en battant en finale le FC Lyon sur le score de deux buts à zéro. L'AS Étrœungt est quant à lui relégué pour des raisons administratives et financières.

## Participants
Ces tableaux présentent les vingt-quatre équipes qualifiées pour disputer le championnat 1984-1985. On y trouve le nom des clubs, la date de création du club, l'année de la dernière montée au sein de l'élite, la division dans laquelle ils évoluaient auparavant, le nom des stades ainsi que la capacité de ces derniers.
Le championnat comprend quatre groupes de six équipes.
Légende des couleurs
- Champion de Division 1 la saison précédente.
- Promu de division inférieure.

| \| ASJ Soyaux Saint-Brieuc SC Stade quimperois US Montfaucon ASPTT Bordeaux Tours EC \| Localisation des clubs engagés dans le groupe A du championnat. |
| ASJ Soyaux Saint-Brieuc SC Stade quimperois US Montfaucon ASPTT Bordeaux Tours EC                                                                       |

| Nom du club      | Date de création | Dernière montée | Division 1983-1984 | Stade                               | Capacité | Vict. |
| ---------------- | ---------------- | --------------- | ------------------ | ----------------------------------- | -------- | ----- |
| ASJ Soyaux       | 1968             | -               | D1                 | Stade Léo-Lagrange                  | 400      | 1     |
| Saint-Brieuc SC  | 1973             | -               | D1                 | Stade Fred-Aubert                   | 13 500   | /     |
| Stade quimpérois | 1971             | 1975            | D1                 | Stade de Kerhuel                    | 2 040    | /     |
| US Montfaucon    | -                | 1980            | D1                 | Stade du Péché                      | -        | /     |
| ASPTT Bordeaux   | -                | 1984            | D2                 | -                                   | -        | /     |
| Tours EC         | -                | 1984            | D2                 | Stade de la Vallée du Cher (Annexe) | -        | /     |

| \| AS Moulins ASF Muret FC Lyon FCF Valence Toulouse OAC Toulouse OM SMUC Saint-Joseph \| Localisation des clubs engagés dans le groupe B du championnat. |
| AS Moulins ASF Muret FC Lyon FCF Valence Toulouse OAC Toulouse OM SMUC Saint-Joseph                                                                       |

| Nom du club       | Date de création | Dernière montée | Division 1983-1984 | Stade              | Capacité | Vict. |
| ----------------- | ---------------- | --------------- | ------------------ | ------------------ | -------- | ----- |
| AS Moulins        | -                | 1980            | D1                 | -                  | -        | /     |
| ASF Muret         | -                | 1980            | D1                 | Stade Clément Ader | 3 001    | /     |
| FC Lyon           | 1970             | 1978            | D1                 | Plaine de Gerland  | 2 200    | /     |
| FCF Valence       | -                | 1983            | D1                 | -                  | -        | /     |
| Toulouse OM       | -                | 1983            | D1                 | -                  | -        | /     |
| SMUC Saint-Joseph | -                | 1984            | D2                 | Stade Flotte       | -        | /     |

| \| Caluire SCSC ES Juvisy-sur-Orge FC Metz FC Vendenheim VGA Saint-Maur ASPTT Strasbourg0 \| Localisation des clubs engagés dans le groupe C du championnat. |
| Caluire SCSC ES Juvisy-sur-Orge FC Metz FC Vendenheim VGA Saint-Maur ASPTT Strasbourg0                                                                       |

| Nom du club        | Date de création | Dernière montée | Division 1983-1984 | Stade                   | Capacité | Vict. |
| ------------------ | ---------------- | --------------- | ------------------ | ----------------------- | -------- | ----- |
| Caluire SCSC       | 1968             | 1976            | D1                 | Stade Terre des Lièvres | -        | /     |
| ES Juvisy-sur-Orge | 1971             | 1980            | D1                 | Stade Georges Maquin    | 2 000    | /     |
| FC Metz            | -                | -               | D1                 | -                       | -        | /     |
| FC Vendenheim      | 1974             | 1980            | D1                 | Stade Waldeck           | -        | /     |
| VGA Saint-Maur     | 1968             | -               | D1                 | Stade Adolphe-Chéron    | -        | 1     |
| ASPTT Strasbourg   | -                | 1984            | Div. Inf.          | -                       | -        | /     |

| \| AS Étrœungt FCF Condéen FCF Hénin-Beaumont Poissy JSF Stade de Reims US Orléans \| Localisation des clubs engagés dans le groupe D du championnat. |
| AS Étrœungt FCF Condéen FCF Hénin-Beaumont Poissy JSF Stade de Reims US Orléans                                                                       |

| Nom du club        | Date de création | Dernière montée | Division 1983-1984 | Stade                  | Capacité | Vict. |
| ------------------ | ---------------- | --------------- | ------------------ | ---------------------- | -------- | ----- |
| AS Étrœungt        | -                | 1975            | D1                 | -                      | -        | /     |
| FCF Condéen        | 1978             | 1981            | D1                 | Stade Robert Gossart   | -        | /     |
| FCF Hénin-Beaumont | 1972             | -               | D1                 | Stade Octave-Birembaut | 3 000    | /     |
| Poissy JSF         | -                | 1983            | D1                 | -                      | -        | /     |
| Stade de Reims     | 1968             | -               | D1                 | -                      | -        | 5     |
| US Orléans         | -                | 1980            | D1                 | -                      | -        | /     |

## Compétition

### Tour préliminaire
Le tour préliminaire est composé des quarante-huit équipes de Division 1 et de Division 2 qui sont réparties dans huit groupes de six.
Le classement est calculé avec le barème de points suivant : une victoire vaut deux points, le match nul un et la défaite zéro.
Critères de départage en cas d'égalité au classement :
1. classement aux points des matchs joués entre les clubs ex æquo ;
2. différence entre les buts marqués et les buts concédés par chacun d’eux au cours des matchs qui les ont opposés ;
3. différence entre les buts marqués et les buts concédés sur la totalité des matchs joués dans le championnat ;
4. plus grand nombre de buts marqués sur la totalité des matchs joués dans le championnat ;
5. en cas de nouvelle égalité, une rencontre supplémentaire aura lieu sur terrain neutre avec, éventuellement, l’épreuve des tirs au but.

Légende des couleurs
- Joue le titre de Division 1.
- Joue le titre de Division 2 et la relégation.
- T : Tenant du titre.
- P : Promu de division inférieure.

Source : Erik Garin et Hervé Morard, « France - List of Women Final Tables », sur rsssf.com
| Cls | Équipe             | Pts |
| --- | ------------------ | --- |
| 1   | ASPTT Strasbourg P | 17  |
| 2   | FC Vendenheim      | 15  |
| 3   | FC Metz            | 13  |
| 4   | AS Nancy-Lorraine  | 6   |
| 5   | AC Gy P            | 5   |
| 6   | AS Valentigney     | 4   |

| Cls | Équipe                 | Pts |
| --- | ---------------------- | --- |
| 1   | FC Lyon                | 16  |
| 2   | SMUC Saint-Joseph      | 12  |
| 3   | FCF Valence            | 9   |
| 4   | UA Valettoise P        | 9   |
| 5   | PF Cavaillon P         | 7   |
| 6   | Olympique de Marseille | 5   |

| Cls | Équipe          | Pts |
| --- | --------------- | --- |
| 1   | ASF Muret       | 15  |
| 2   | Toulouse OM     | 14  |
| 3   | ASPTT Bordeaux  | 11  |
| 4   | Toulouse OAC P  | 8   |
| 5   | Langon FC       | 6   |
| 6   | ES Arpajonnaise | 4   |

| Cls | Équipe        | Pts |
| --- | ------------- | --- |
| 1   | Tours EC      | 14  |
| 2   | US Montfaucon | 14  |
| 3   | ASJ Soyaux T  | 13  |
| 4   | AS Gagnerie   | 7   |
| 5   | AC Landouge P | 6   |
| 6   | US Villaines  | 4   |

| Cls | Équipe           | Pts |
| --- | ---------------- | --- |
| 1   | Saint-Brieuc SC  | 19  |
| 2   | Stade quimperois | 13  |
| 3   | FCF Condéen      | 9   |
| 4   | FC Bergot        | 8   |
| 5   | FCE Le Neubourg  | 3   |
| 6   | UC Bricquebec P  | 0   |

| Cls | Équipe           | Pts |
| --- | ---------------- | --- |
| 1   | VGA Saint-Maur   | 20  |
| 2   | Stade de Reims   | 14  |
| 3   | Poissy JSF       | 9   |
| 4   | AO Boranaise     | 8   |
| 5   | AS Saint-Quentin | 6   |
| 6   | AC Abbeville P   | 3   |

| Cls | Équipe             | Pts |
| --- | ------------------ | --- |
| 1   | FCF Hénin-Beaumont | 17  |
| 2   | AS Étrœungt        | 16  |
| 3   | ES Juvisy-sur-Orge | 13  |
| 4   | Paris SG           | 9   |
| 5   | AC Cambrésien      | 7   |
| 6   | FOS Hem            | 0   |

| Cls | Équipe       | Pts |
| --- | ------------ | --- |
| 1   | Caluire SCSC | 17  |
| 2   | US Orléans   | 12  |
| 3   | AS Moulins   | 12  |
| 4   | AS Toussieu  | 8   |
| 5   | FC Riom P    | 6   |
| 6   | FC Sens P    | 2   |

### Tour principal de première division
Pour le tour principal de deuxième division, voir l'article sur la Division 2 1984-1985.
Classement
Le classement est calculé avec le barème de points suivant : une victoire vaut deux points, le match nul un et la défaite zéro.
Critères de départage en cas d'égalité au classement :
1. classement aux points des matchs joués entre les clubs ex æquo ;
2. différence entre les buts marqués et les buts concédés par chacun d’eux au cours des matchs qui les ont opposés ;
3. différence entre les buts marqués et les buts concédés sur la totalité des matchs joués dans le championnat ;
4. plus grand nombre de buts marqués sur la totalité des matchs joués dans le championnat ;
5. en cas de nouvelle égalité, une rencontre supplémentaire aura lieu sur terrain neutre avec, éventuellement, l’épreuve des tirs au but.

Légende des couleurs
- Qualifié pour les demi-finales de la compétition.
- T : Tenant du titre.
- P : Promu de division inférieure.

Source : Erik Garin et Hervé Morard, « France - List of Women Final Tables », sur rsssf.com
| Cls | Équipe           | Pts |
| --- | ---------------- | --- |
| 1   | Tours EC         | 14  |
| 2   | Stade quimperois | 13  |
| 3   | Saint-Brieuc SC  | 12  |
| 4   | ASJ Soyaux T     | 9   |
| 5   | US Montfaucon    | 8   |
| 6   | ASPTT Bordeaux   | 4   |

| Cls | Équipe            | Pts |
| --- | ----------------- | --- |
| 1   | FC Lyon           | 16  |
| 2   | ASF Muret         | 15  |
| 3   | AS Moulins        | 10  |
| 4   | FCF Valence       | 9   |
| 5   | Toulouse OM       | 5   |
| 6   | SMUC Saint-Joseph | 5   |

| Cls | Équipe             | Pts |
| --- | ------------------ | --- |
| 1   | VGA Saint-Maur     | 16  |
| 2   | ASPTT Strasbourg P | 15  |
| 3   | Caluire SCSC       | 10  |
| 4   | FC Metz            | 8   |
| 5   | ES Juvisy-sur-Orge | 5   |
| 6   | FC Vendenheim      | 4   |

| Cls | Équipe             | Pts |
| --- | ------------------ | --- |
| 1   | FCF Hénin-Beaumont | 15  |
| 2   | Stade de Reims     | 13  |
| 3   | AS Étrœungt        | 12  |
| 4   | Poissy JSF         | 7   |
| 5   | US Orléans         | 7   |
| 6   | FCF Condéen        | 6   |

Résultats

### Phase finale
Source : Erik Garin et Hervé Morard, « France - List of Women Final Tables », sur rsssf.com
|  |                |                    |          |                |   |   |  |  |  |  |  |  |         |  |  |  |
|  |                |                    |          |                |   |   |  |  |  |  |  |  |         |  |  |  |
|  |                |                    |          |                |   |   |  |  |  |  |  |  | Moulins |  |  |  |
|  |                |                    |          |                |   |   |  |  |  |  |  |  |         |  |  |  |
|  |                |                    |          |                |   |   |  |  |  |  |  |  |         |  |  |  |
|  |                |                    |          |                |   |   |  |  |  |  |  |  |         |  |  |  |
|  |                |                    |          |                |   |   |  |  |  |  |  |  |         |  |  |  |
|  | 1er gr.A       | Tours EC           | 1        | 1              |   |   |  |  |  |  |  |  |         |  |  |  |
|  | 1er gr.A       | Tours EC           | 1        | 1              |   |   |  |  |  |  |  |  |         |  |  |  |
|  |                |                    | 1er gr.C | VGA Saint-Maur | 0 | 5 |  |  |  |  |  |  |         |  |  |  |
|  |                |                    |          |                | 0 | 5 |  |  |  |  |  |  |         |  |  |  |
|  |                |                    |          |                |   |   |  |  |  |  |  |  |         |  |  |  |
|  |                |                    |          |                |   |   |  |  |  |  |  |  |         |  |  |  |
|  | VGA Saint-Maur | VGA Saint-Maur     | 2        | 2              |   |   |  |  |  |  |  |  |         |  |  |  |
|  | VGA Saint-Maur | VGA Saint-Maur     | 2        | 2              |   |   |  |  |  |  |  |  |         |  |  |  |
|  |                |                    | FC Lyon  | FC Lyon        | 0 | 0 |  |  |  |  |  |  |         |  |  |  |
|  |                |                    |          |                | 0 | 0 |  |  |  |  |  |  |         |  |  |  |
|  |                |                    |          |                |   |   |  |  |  |  |  |  |         |  |  |  |
|  |                |                    |          |                |   |   |  |  |  |  |  |  |         |  |  |  |
|  | 1er gr.D       | FCF Hénin-Beaumont | 3        | 1              |   |   |  |  |  |  |  |  |         |  |  |  |
|  | 1er gr.D       | FCF Hénin-Beaumont | 3        | 1              |   |   |  |  |  |  |  |  |         |  |  |  |
|  |                |                    | 1er gr.B | FC Lyon        | 2 | 2 |  |  |  |  |  |  |         |  |  |  |
|  |                |                    |          |                | 2 | 2 |  |  |  |  |  |  |         |  |  |  |
|  |                |                    |          |                |   |   |  |  |  |  |  |  |         |  |  |  |
|  |                |                    |          |                |   |   |  |  |  |  |  |  |         |  |  |  |
|  |                |                    |          |                |   |   |  |  |  |  |  |  |         |  |  |  |
|  |                |                    |          |                |   |   |  |  |  |  |  |  |         |  |  |  |

## Bilan de la saison
| Championnat de France féminin de football 1984-1985 |                           |
| Champion                                            | VGA Saint-Maur (2e titre) |
| Dauphin                                             | FC Lyon                   |
| Promotions et relégations                           |                           |
| Promus en Division 1/2 (Tour préliminaire)          | OS Monaco                 |
| Promus en Division 1/2 (Tour préliminaire)          | RC Paillade               |
| Promus en Division 1/2 (Tour préliminaire)          | FC Loubesien              |
| Promus en Division 1/2 (Tour préliminaire)          | ESTC Poitiers             |
| Promus en Division 1/2 (Tour préliminaire)          | ESOF Saint-André d'Ornay  |
| Promus en Division 1/2 (Tour préliminaire)          | CA Lisieux                |
| Promus en Division 1/2 (Tour préliminaire)          | FC Baldersheim            |
| Promus en Division 1/2 (Tour préliminaire)          | AS Sault-lès-Rethel       |
| Promus en Division 1/2 (Tour préliminaire)          | RC Saint-Étienne          |
| Promus en Division 1/2 (Tour préliminaire)          | US Baume-les-Dames        |
| Relégués en Division d'Honneur                      | AS Étrœungt               |